# Grosourdya pulvinifera
Grosourdya pulvinifera är en orkidéart som först beskrevs av Rudolf Schlechter, och fick sitt nu gällande namn av Leslie Andrew Garay. Grosourdya pulvinifera ingår i släktet Grosourdya och familjen orkidéer.
Artens utbredningsområde är Sulawesi. Inga underarter finns listade i Catalogue of Life.